# Merritt Patterson
Merritt Patterson (Whistler, Columbia Británica; 2 de septiembre de 1990) es una actriz canadiense, más conocida por haber interpretado a Olivia Matheson en la serie Ravenswood.

## Carrera
En 2006 apareció como invitada en la serie Kyle XY, donde interpretó a Ashleigh Redmond.
En 2010 obtuvo un pequeño papel en la película Percy Jackson & the Olympians: The Lightning Thief. 
En 2013 se unió al elenco principal de la serie Ravenswood, donde interpretó a Olivia Matheson hasta el final de la serie en 2014, después de finalizar su primera temporada. 
En 2014 coprotagonizó la película para la televisión Damaged. 
En 2015 se unió al elenco principal de l serie The Royals, donde interpretó a Ophelia Price hasta el final de la serie ese mismo año. 
En junio de 2016, se anunció que se había unido al elenco de la segunda temporada de la serie The Art Of More, donde dio vida a Olivia Brukner.
En 2016, filmó A Royal Winter.

## Filmografía

### Series de televisión
| Año         | Título          | Personajes       | Notas                                  |
| ----------- | --------------- | ---------------- | -------------------------------------- |
| 2016        | The Art Of More | Olivia Brukner   | episodio "Stories We Tell Ourselves"   |
| 2016        | Motive          | Liz Kerr         | episodio "Natural Selection"           |
| 2015 - 2016 | The Royals      | Ophelia Pryce    | 13 episodios                           |
| 2013 - 2014 | Ravenswood      | Olivia Matheson  | 10 episodios                           |
| 2011        | The Troop       | Miranda          | episodio "This Bird You Cannot Change" |
| 2010        | Life Unexpected | Nicole           | episodio "Bong Intercepted"            |
| 2009        | Supernatural    | Porrista         | episodio "After School Special"        |
| 2006        | Kyle XY         | Ashleigh Redmond | 2 episodios                            |

### Películas
| Año  | Título                                             | Personaje                    | Notas |
| ---- | -------------------------------------------------- | ---------------------------- | --- |
| 2010 | Percy Jackson & the Olympians: The Lightning Thief | Joven Bonita                 | junto a Logan Lerman, Brandon T. Jackson, Alexandra Daddario y Jake Abel                                                                                      |
| 2012 | Radio Rebel                                        | Stacy DeBane                 | junto a Debby Ryan |
| 2014 | Wolves                                             | Angelina                     | Junto a Lucas_Till y Jason_Momoa |
| 2018 | Unbroken: Path to Redemption                       | Cynthia Applewhite-Zamperini | junto a Samuel Hunt, Vanessa Bell Calloway, Bobby Campo, Maddalena Ischiale, David DeLuise, Bob Gunton, David Sakurai, Gary Cole y Will Graham                |
| 2018 | Wedding March 4: Something Old, Something New      | Abby Russo                   | Junto a Jack Wagner, Josie Bissett, Andrew W. Walker, Emily Tennant, Aaron Pearl, Blair Penner, Christine Chatelain, Chilton Crane, Bruce Dawson, Sandy Sidhu |
| 2018 | Christmas at the Palace                            | Katie                        | junto a Andrew Cooper, Brittany Bristow, India Fowler, Nicholas Banks, Geraldine Fitzgerald, Antonio Aakeel                                                   |
| 2022 | Heatwave                                           | Eve Crane                    | Junto a Kat Graham, Sebastian Roché, Cardi Wong, Roger Cross, Aren Buchholz, Kayla Wallace, David Lewis, Andres Collantes, Chris Cope.                        |

### Apariciones
| Año  | Título           | Notas                                           |
| ---- | ---------------- | ----------------------------------------------- |
| 2013 | We Love Soaps TV | episodio 2Winter Wonderland, Part 4" - invitada |